# Ben Urich
Benjamin "Ben" Urich è un personaggio dei fumetti creato da Frank Miller, Roger McKenzie (testi) e Gene Colan (disegni) pubblicato dalla Marvel Comics. La sua prima apparizione avviene in Daredevil (vol. 1) n. 153 (luglio 1978).
Caparbio e risoluto giornalista investigativo e accanito fumatore che lavora per il quotidiano newyorkese Daily Bugle, Urich è stato in grado di dedurre autonomamente le identità segrete di Devil e dell'Uomo Ragno e, anziché rivelarle pubblicamente, ha collaborato con loro in numerose occasioni fornendogli, o facendosi fornire, informazioni per smascherare supercriminali che si spacciano per uomini d'affari, in particolare Kingpin e Green Goblin.

## Biografia del personaggio

### Primi anni
Nato a Manhattan, New York, Ben Urich diviene un giornalista investigativo di cronaca nera presso il Daily Bugle mettendosi in luce per l'anteporre l'etica professionale anche alla propria incolumità, cosa che lo porta a correre mille pericoli pur di concludere un'inchiesta. Scoperta la vera identità di Devil a seguito di una lunga indagine, Urich ha un confronto verbale con il suddetto al termine del quale, resosi conto del bene compiuto da questi rimanendo in qualità di vigilante, decide di non pubblicare la notizia iniziando invece a collaborare con lui per smascherare Kingpin, cosa che gli provoca numerose ritorsioni da parte degli uomini del criminale, sia nei suoi confronti che in quelli dell'amatissima moglie Doris. Non demordendo tuttavia, Urich si serve del supporto dell'opinione pubblica per continuare a attaccare l'impero criminale di Kingpin.
Collaborando con Peter Parker sia nelle sue vesti di fotoreporter del Bugle che in quelle di supereroe, Urich prende successivamente di mira Norman Osborn (Goblin) raccogliendo prove sulla sua duplice identità criminale e pubblicandole nel libro "L'eredità del male" (Legacy of Evil), venendo tuttavia screditato da Osborn stesso che, fatto ritorno a seguito della sua presunta morte, scrive a sua volta un libro con la sua versione dei fatti "Il sopravvissuto della grande bugia" (Survivor of the Big Lie) convincendo il pubblico di essere stato vittima di false accuse.
Trasferito alla rubrica del Bugle dedicata ai supereroi, The Pulse, Urich inizia dunque a collaborare con Kat Farrell e Jessica Jones per smascherare Osborn come Goblin e farlo arrestare, obbiettivo in cui riesce sebbene, nello scontro che segue tra l'Uomo Ragno, Luke Cage, la SWAT e il criminale, per poco non resta ucciso.
Anni dopo Kingpin, nel frattempo imprigionato, si vendica del giornalista facendo in modo che, tramite ingegnosi raggiri, Urich entrasse in possesso di alcuni documenti testimonianti la doppia identità di Devil e fosse costretto a consegnarli all'FBI, pena l'arresto per occultamento di prove e favoreggiamento. Così facendo, il giornalista diviene indirettamente responsabile dell'arresto di Matt e della sua reclusione a Riker's Island.

### Civil War
In seguito alla promulgazione dell'Atto di registrazione Urich agisce da giornalista incorporato per documentare l'operato della fazione di Iron Man nella guerra civile dei superumani ma, dopo aver assistito da vicino ai metodi di cui questi si serve, inizia a disapprovarli fortemente e, dopo una lite ideologica con J. Jonah Jameson, lascia il Bugle fondando, assieme all'amica Sally Floyd, un giornale online chiamato "frontline.com" che inizia poi la pubblicazione cartacea col titolo di "Front Line".

### World War Hulk
Durante l'attacco di Hulk a Manhattan Urich, assieme a Sally e a una troupe per le immagini, rimane a New York per raccontare in diretta la guerra del Gigante di Giada e, in seguito alla sua sconfitta ed alla conseguente apparizione del misterioso Hulk Rosso, tenta di scoprirne la vera identità venendo però minacciato di morte da quest'ultimo.
Durante l'invasione segreta degli Skrull, Urich rimane intrappolato tra le macerie di un ospedale assaltato dagli alieni ma riesce a fuggire raggiungendo la Stark Tower ed assistendo in prima persona alla battaglia finale tra i supereroi e gli invasori alieni.

### Dark Reign
Terminata la minaccia aliena, il giornalista scopre che sua moglie Doris è morta durante i disordini provocati dal conflitto, cosa che gli provoca una profonda depressione e il blocco dello scrittore ma, dopo aver scoperto che l'odiato Norman Osborn ha assunto il controllo della comunità superumana, ritrova la grinta perduta e gli si oppone coniando in un articolo il termine "Regno Oscuro" per indicare il periodo della sua ascesa al potere mentre, nel corso dell'Assedio di Asgard, si reca in Oklahoma assieme a Volstagg e a un suo collega per documentare l'evento.

### Età degli eroi
Rapito da un gruppo di criminali e costretto a scrivere un servizio sul funerale di Bullseye, Urich viene soccorso da Devil, pur rischiando la vita nella colluttazione che ne segue. Poco tempo dopo viene coinvolto nel ritorno del Punitore grazie alla sua pupilla, Norah Winters, e tenta, senza successo, di convincere suo nipote Phil ad abbandonare il ruolo di Hobgoblin.
In seguito, per le sue inchieste locali e nazionali, Urich inizia ad avvalersi dell'aiuto di Jessica Drew e del Porcospino.

## Poteri e abilità
Ben Urich è un normale essere umano privo di superpoteri, ma dispone comunque di un'elevata intelligenza (rendendolo uno degli uomini più intelligenti della Marvel) nonché di una mente analitica e attenta al dettaglio, cose che lo rendono un ottimo investigatore oltre che un eccellente giornalista.

## Altre versioni

### House of M
Nella realtà alternativa di House of M Ben Urich, come tutto lo staff del Daily Bugle è uno strumento di propaganda dei mutanti sottomesso ai padroni e interessato a scrivere solo ciò che è nel loro interesse.

### Marvel Noir
Nella serie Spider Man Noir, Ben Urich è un cinico giornalista tossicodipendente che ricatta il miliardario Norman Osborn per potersi permettere la droga. Dopo aver preso sotto la sua ala il giovane fotoreporter freelance e attivista sociale Peter Parker viene contagiato dal suo idealismo e decide di riprendere il controllo della sua vita ma, sfortunatamente, viene poco dopo ucciso dal Camaleonte.

### Ultimate
Nell'universo Ultimate, Ben Urich è un giornalista new Age con capelli lunghi, pizzetto e orecchini, parecchio più giovane rispetto alla controparte classica rimane invariato per quanto riguarda la personalità. Impiegato presso il Daily Bugle collabora di frequente con Spider-Man riuscendo a scoprire l'identità di Kingpin e scrivendo un libro in merito. Aggredito da un vampiro, viene risparmiato dal destino di diventare a sua volta un non-morto grazie all'intervento di Morbius. In seguito agli eventi di Ultimatum viene visto discutere a una "tavola rotonda" del Bugle in merito all'identità del nuovo Spider-Man.

## Altri media

### Cinema

Ben Urich in una scena del film Daredevil.

- Ben Urich, interpretato da Joe Pantoliano, compare nel film del 2003 Daredevil dove, a differenza che nei fumetti, lavora per il New York Post. Verso la fine del film, a seguito di lunghe indagini, scopre la vera identità di Devil, ma decide di non rivelarla al pubblico realizzando il bene operato dal supereroe restando nell'anonimato.

### Televisione
- Ben Urich, interpretato da Vondie Curtis-Hall, compare nella serie televisiva MCU Daredevil[33]. In tale versione è afroamericano, lavora per il New York Bulletin e viene ucciso da Wilson Fisk nel corso della prima stagione.

### Videogiochi
- Ben Urich è un personaggio di supporto nel videogame Spider-Man: Battle for New York.
- Urich appare nel MMORPG Marvel Heroes.